# رضا جباری (بازیکن فوتبال)

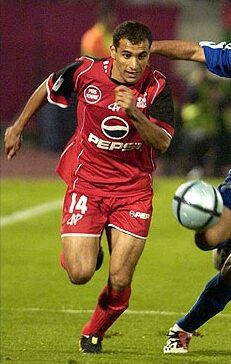
رضا جباری درحال بازی در لباس پرسپولیس در مقابل استقلال، آبان ۱۳۸۳.

رضا جباری (زاده ۶ شهریور ۱۳۵۶ در تهران) بازیکن سابق و مربی فوتبال اهل ایران است. وی در باشگاه‌های مطرح بهمن، پرسپولیس و تراکتورسازی سابقه بازی دارد.

## افتخارات

### باشگاهی
پرسپولیس
- لیگ برتر خلیج فارس (۱): قهرمان لیگ برتر فوتبال ایران ۸۱–۱۳۸۰